# Rhabdoweisia crispata
Rhabdoweisia crispata là một loài rêu trong họ Rhabdoweisiaceae. Loài này được (Dicks. ex With.) Lindb. mô tả khoa học đầu tiên năm 1871.

## Hình ảnh

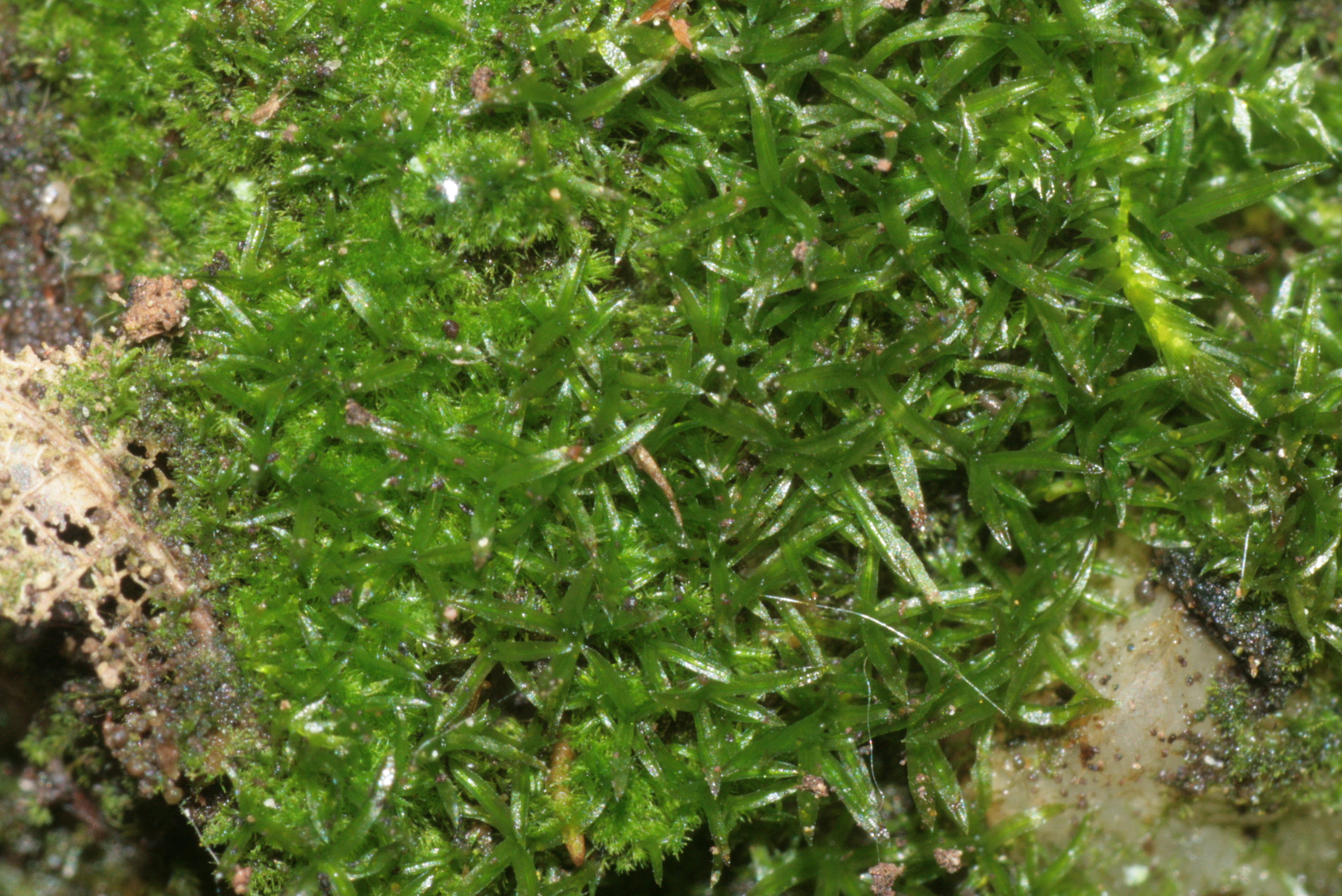
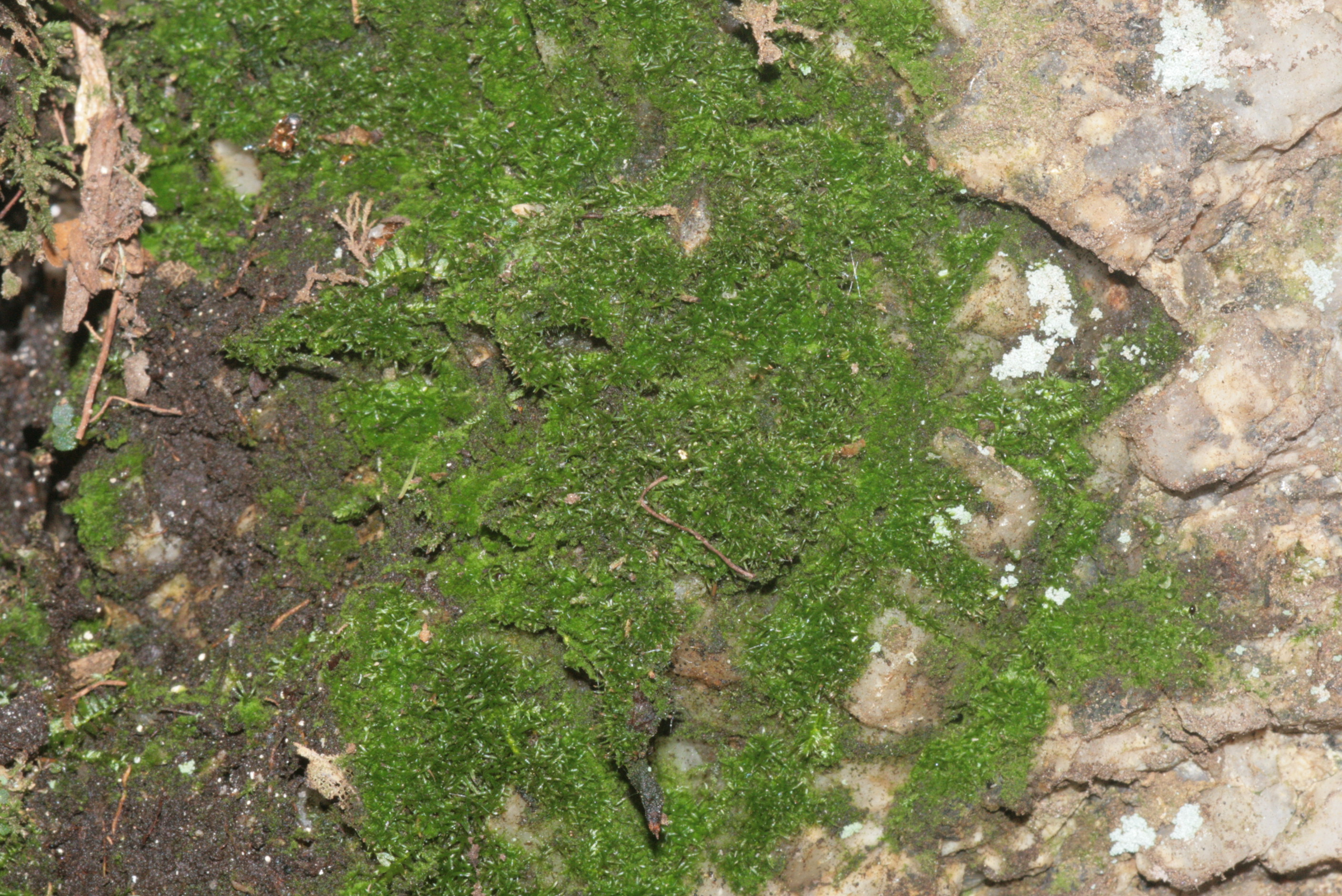
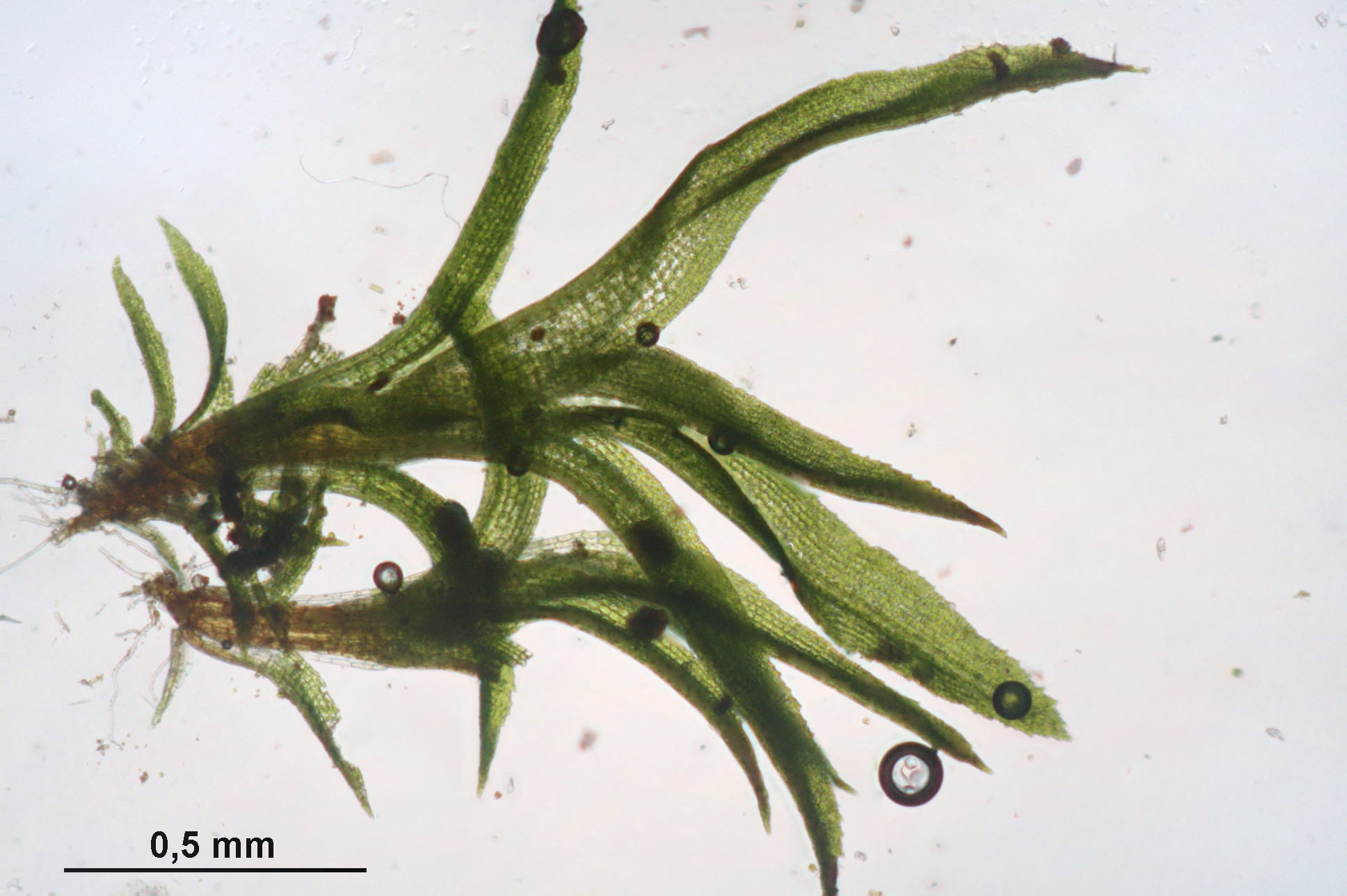
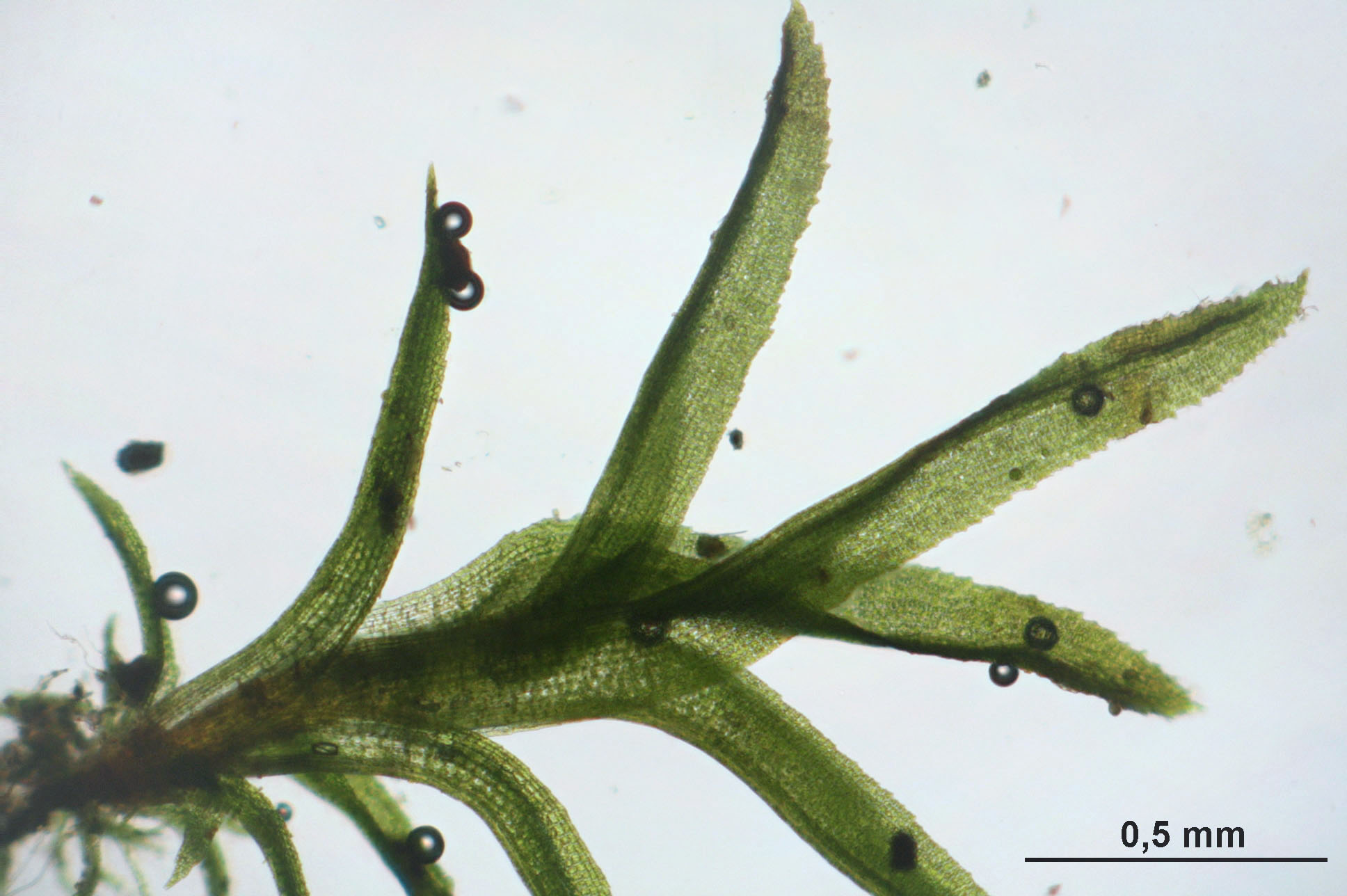